# Lakselv Lufthavn, Banak
 Ikke at forveksle med Honningsvåg Lufthavn, Valan. i Nordkapp (kommune).
Lakselv Lufthavn, Banak, (IATA: LKL, ICAO: ENNA) er en lufthavn der ligger 1,5 km nord for Lakselv, i Porsanger kommune, Finnmark fylke i Norge. Lufthavnen markedsføres også som North Cape Airport.
Lufthavnen blev bygget som militær flyvestation i 1938. Under den anden verdenskrig overtog tyske Luftwaffe og foretog en kraftig udbygning af flyvestationen, før den blev ødelagt ved den tyske tilbagetrækning fra området i 1944.
Genopbygningen af lufthavnen stod færdig i 1963. Den ekspederede 56.954 passagerer i 2009.

## Destinationer
- Alta (Widerøe)
- Kirkenes (Widerøe)
- Oslo (Norwegian Air Shuttle)
- Tromsø (Widerøe)

70°04′00″N 024°58′26″Ø / 70.06667°N 24.97389°Ø